# Féas
Féas korábbi község Franciaország Új-Aquitania régiójában, Pyrénées-Atlantiques megyében. 2017. január 1-jén Ance korábbi községgel egyesült és az így létrejött Ance Féas új község része lett.
Lakosainak száma 386 fő (2018. január 1.). Féas Ance, Esquiule és Oloron-Sainte-Marie községekkel határos.

## Népesség
A település népességének változása:
| Lakosok száma | 412  | 397  | 647  | 385  | 386  |
|               | 2013 | 2015 | 2016 | 2017 | 2018 |